# Schwaz

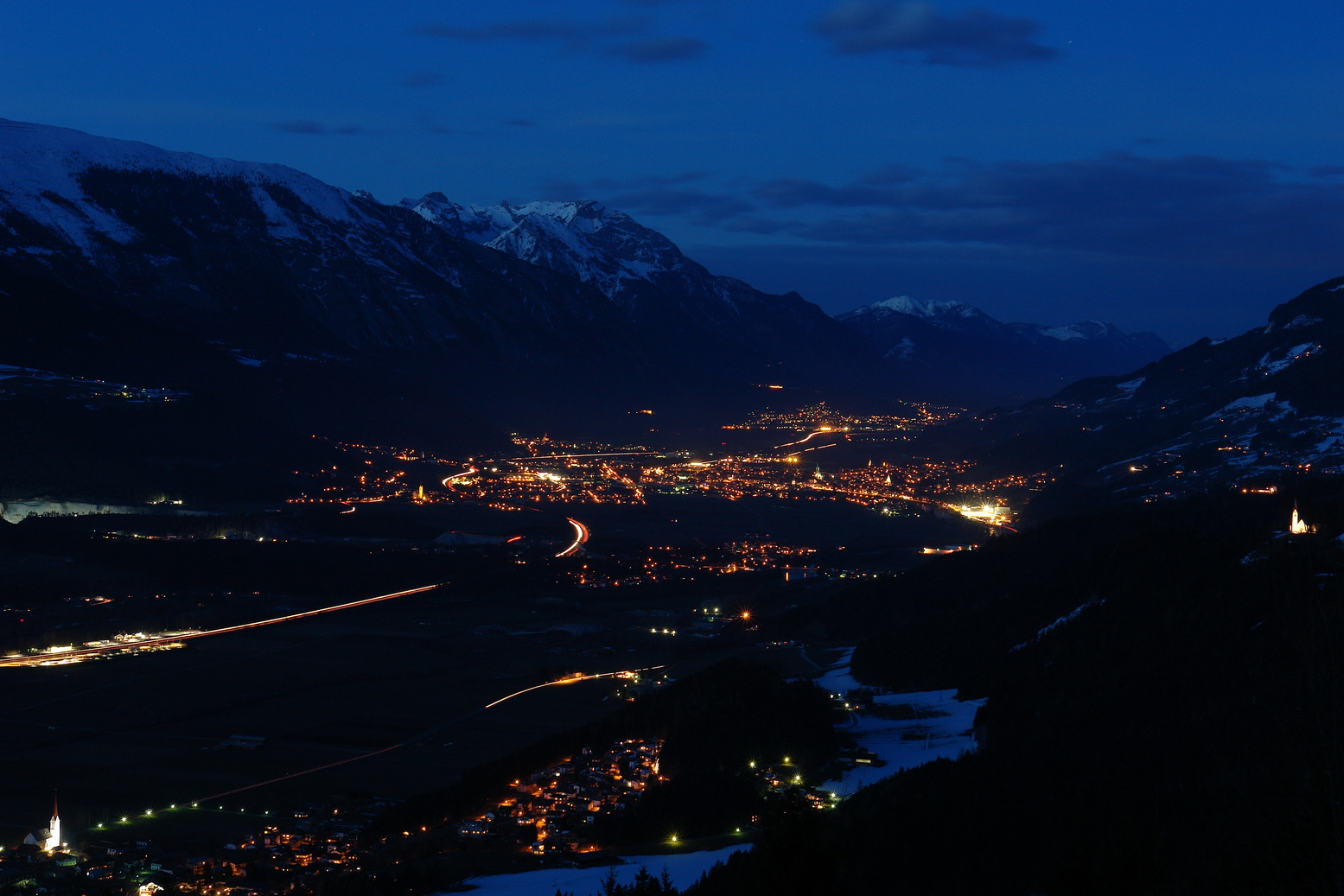
Schwaz bei Dämmerung (März 2006)

Schwaz ist eine Bezirkshauptstadt mit 14.480 Einwohnern (Stand 1. Jänner 2025) im Bundesland Tirol in Österreich. Die Gemeinde liegt im Gerichtsbezirk Schwaz.

## Geographie

### Lage
Die Bezirkshauptstadt Schwaz liegt im mittleren Unterinntal etwa 30 km östlich der Landeshauptstadt Innsbruck am Fuß des Kellerjochs (Hausberg und Aussichtsberg, 2344 m) und des Eiblschrofens.
Die Gemeinde erstreckt sich über eine Fläche von 20,17 km². Die Ansiedlung ist seit Jahrhunderten vom Lahnbach bestimmt, der durch Schottertransport und Überschwemmungen den ortsbestimmenden Schuttkegel aufbaute und die Stadt in die Gebiete Markt und Dorf teilt. Gleichzeitig gibt es die Gliederung in die geografischen Siedlungsbereiche Ried, Pirchanger, Bleiberg, Ost, Sonnseite, Surheim und Falkenstein.

### Nachbargemeinden
|      | Stans                                       | Buch in Tirol |
| Vomp | Kompassrose, die auf Nachbargemeinden zeigt | Gallzein      |
|      | Pill                                        | Fügenberg     |

## Geschichte

### Frühe Geschichte
Der Raum um Schwaz war bereits in Jungsteinzeit (4000–2000 v. Chr.) und Bronzezeit (ab 1500 v. Chr., Funde bei St. Martin) besiedelt. Bis um 15 v. Chr. wurde die Gegend um Schwaz von den Fokunaten besiedelt und anschließend in den Augusteischen Alpenfeldzügen durch den römischen Kaiser Augustus unterworfen.
Die Örtlichkeit selbst wurde 930/31 erstmals urkundlich als „Sûates“ erwähnt.
Um 1170 errichteten die Fruntsberger (später Freundsberger) einen einfachen Wohnturm auf dem Hügel über Schwaz, den sie im 13. Jahrhundert zum Schloss Freundsberg ausbauten. Im 14. Jahrhundert wurde die erste Innbrücke errichtet.

### Bergbau und Blütezeit
War das Ortsbild anfänglich bäuerlichen Charakters, stieß es nach der Entdeckung der Silber- und Kupfervorkommen bald in großstädtische Dimensionen vor. Bereits in der Bronzezeit war in den Bergen zwischen Schwaz und Kitzbühel Kupfer abgebaut worden, das gemeinsam mit Zinn zur Herstellung von Bronze benötigt wurde. Zur Blütezeit des Bergbaus im 16. Jahrhundert war Schwaz eine der großen Bergbaumetropolen Europas, mit über 12.000 Einwohnern nach Wien die zweitgrößte Ortschaft im Habsburgerreich. Mit der Übernahme der Erzgruben in Tirol steigt der Fuggersche Anteil am weltweiten Handelsvolumen von Kupfer von 40 auf 80 Prozent.
Der Silberabbau im Schwazer Bergbau begann einer unbestätigten Sage nach im Jahre 1409, als die Magd Gertraud Kandlerin beim Weiden eines Stieres auf dem Kogelmoos (Bereich oberhalb des Ortes) einen silbererzhaltigen Stein entdeckt haben soll. Bergbau bei Schwaz fand bereits in der Bronzezeit im größeren Umfang statt. Für das Jahr 1420 berichtet die Schwazer Chronik von Gruben am Falkenstein. Die Zuwanderung von bergmännischem Fachpersonal aus Böhmen und Sachsen begann. Innerhalb weniger Jahre wurde die Schwazer Metallproduktion ein europäischer Wirtschaftsfaktor, und der Falkenstein wurde zur Silber- und Geldquelle der Habsburger. Die Augsburger Handelsfamilien Fugger und Paumgartner waren über den Zeitraum des Silberbergbaus präsent. Auch der Arzt Paracelsus (Philipp Aureol Theophrast Bombast von Hohenheim in Egg an der Sihl) besuchte auf seinen Forschungsreisen zweimal (1516 und 1533/1534) Schwaz, um sich mit bergmännischen Krankheiten auseinanderzusetzen, und erhielt wahrscheinlich Informationen von dem Schwazer Arzt Johannes Milchtaler.
In einem Zeitraum von 1420 bis 1827 wurden ca. 2.300 Tonnen Silber und ca. 191.000 Tonnen Kupfer gewonnen. Schon vor dem endgültigen Ende für allen Bergbau 1999 wurde der Sigmund-Erbstollen 1989 für den Besucherverkehr hergerichtet und als Besucherbergwerk Silberbergwerk Schwaz eröffnet.

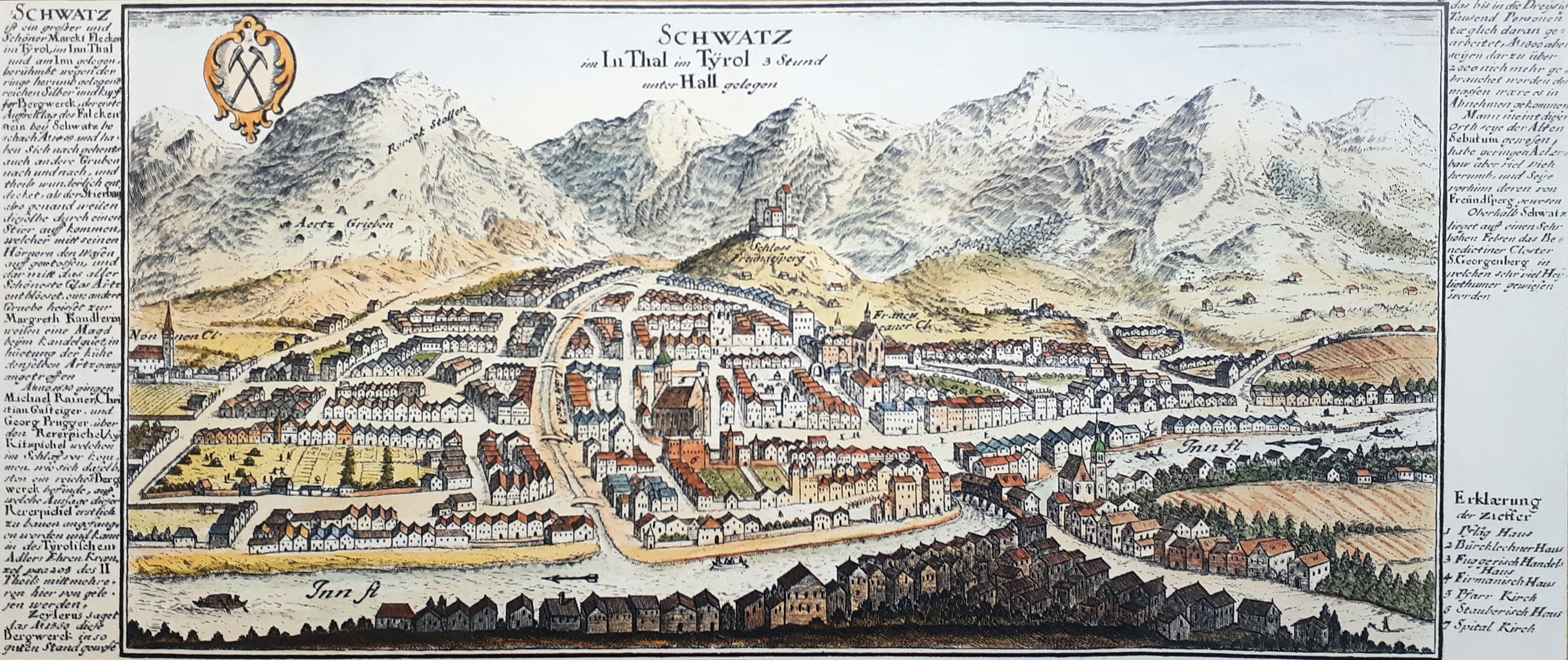
Schwaz in einem kolorierten Kupferstich von Matthäus Merian (1649)

Georg Rösch von Geroldshausen verfasste 1558 folgenden Reim über den Schwazer Bergbau:
Swatz ist aller perckhwerck muater zwar

Davon nert sych ayn gar gross schar

Ob treyssygh taussent, hab ich recht behalten

Von mannen, frauen, yungh und altn.
Übertragung ins Neuhochdeutsche:
Schwaz ist aller Bergwerke Mutter zuwahr

Davon ernährt sich eine gar große Schar [von Menschen]

Dreißigtausend, wenn ich recht behalte [mich recht entsinne]

Männer, Frauen, Junge und Alte.

### Reformation und Gegenreformation
Ab 1521 war der Schweizer evangelische Theologe Jacob Strauß (1480–1530) als Prediger in Hall und Schwaz tätig und hatte viele Zuhörer. Er kritisierte in seinen reformatorischen Predigten katholische Lehren und verurteilte Zins und Wucher. Der Bischof von Brixen konnte bewirken, dass er aus Tirol fliehen musste, obwohl eine Mehrheit evangelisch geworden war. Nur das Franziskanerkloster bildete ein letztes katholisches Bollwerk im Ort. In der Pfarrkirche Maria Himmelfahrt dagegen wurde die hölzerne Trennwand auch zur religiösen Spaltung: Auf der einen Seite feierten Bürger die lateinische Messe, auf der andern Knappen den deutschen lutherischen Gottesdienst.
1525 schlossen sich die Bergknappen den Bauernaufständen an, die jedoch niedergeschlagen und von Martin Luther verurteilt wurden. Danach erhielt die gewaltlose Täuferbewegung großen Zulauf. Jakob Hutter (1500–1536) war einer der charismatischen Anführer, und er zog durch das Pustertal, wo er einige täuferische Gemeinden gründete, die die Bekenntnistaufe und Gütergemeinschaft praktizierten. Als „Ketzer“ wurden sie sowohl von evangelischer und katholischer Seite verfolgt. In Schwaz, Rattenberg und Brixlegg wurden etwa 500 Täufer hingerichtet, und weitere Personen wurden des Landes verwiesen.
1532 gründete der evangelische Sänger und Dichter Hans Sachs (1494–1576) in Schwaz eine Meistersängerschule.
Mit der einsetzenden Gegenreformation ab 1575 wurde das katholische Bekenntnis wieder zwingend; wer evangelisch bleiben wollte, musste seinen Glauben im Verborgenen leben oder auswandern. Erst das Toleranzpatent 1781 von Kaiser Joseph II. erlaubte die erneute Gründung evangelischer Gemeinden. Noch 1837 wurden evangelische Christen aus dem Zillertal ins Exil gezwungen. So lebten auch 2017 in Schwaz nur etwa 230 evangelische Christen, die 0,7 Prozent der Bevölkerung ausmachten.

### 19. Jahrhundert
Nach dem Niedergang des Bergbaus und der Zerstörung großer Teile des Orts in den Napoleonischen Kriegen wurde im 19. Jahrhundert durch folgende Einrichtungen ein Aufschwung eingeleitet:
- 1819 Kreishauptschule
- 1830 Errichtung einer Produktionsstätte für Tabakwaren (2005 geschlossen; abgerissen, Einkaufszentrum)
- 1837 Eröffnung des Bezirksgerichtes
- 1858 Bahnhof
- 1871 gewerbliche Fortbildungsschule
- 1876 Altenheim
- 1889 erstes Schwazer Schwimmbad
- 1897 erste Stromanschlüsse
- 1898/99 Errichtung des Franz-Joseph-Krankenhauses
- 1900 Handelsschule

Am 16. September 1899 wurde Schwaz mit Entschließung vom 28. April durch Kaiser Franz Joseph I. zur Stadt erhoben. Diese späte Erhebung ist darin begründet, dass Schwaz trotz und wegen seiner Größe nie über eine Stadtmauer verfügte. Aus dem gleichen Grund befand sich zur Zeit des Silberbergbaus unter Kaiser Maximilian I. die Münze nicht vor Ort, sondern im befestigten Hall, etwa 17 Kilometer westlich von Schwaz.

### 20. Jahrhundert

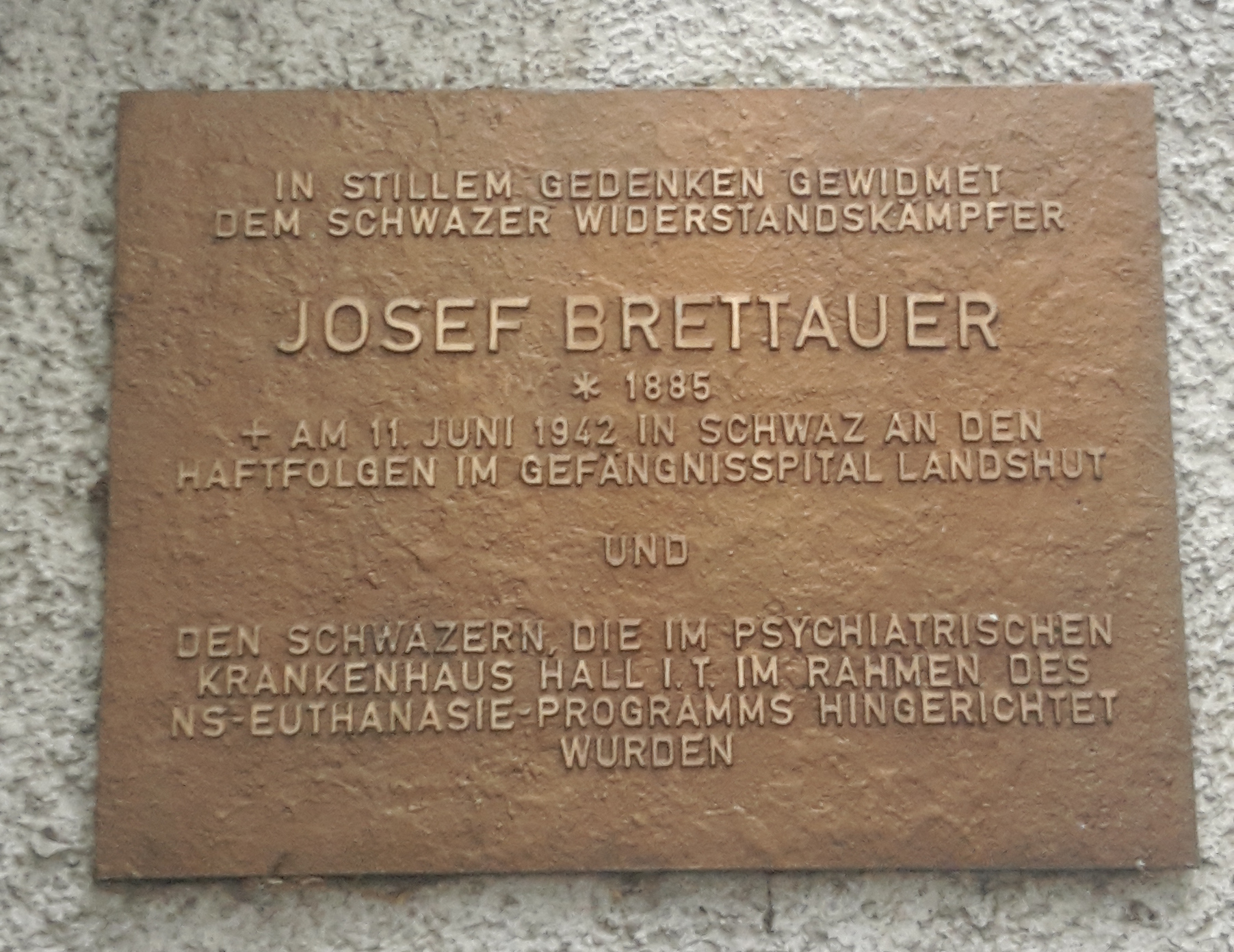
Gedenktafel für die Opfer der NS-Herrschaft

Bis zum Ersten Weltkrieg war Schwaz Garnisonsstadt der k.u.k. Armee, 1914 lag dort das III. Bataillon des Salzburgischen Infanterieregiments Erzherzog Rainer Nr. 59.
Die kleine jüdische Bevölkerung von Schwaz wurde ab dem Anschluss Österreichs 1938 vertrieben. Ab 1944 befand sich auf der Straße zwischen Schwaz und Buch ein Zwangsarbeiterlager. Dort waren bis zu 400 ausländische Kriegsgefangene untergebracht, die ab Dezember 1944 im Wilhelm-Erb-Stollen des Schwazer Bergwerks für die Rüstungsindustrie des Deutschen Reiches arbeiten mussten. Nach Kriegsende machte die französische Besatzung daraus das Lager Oradour für ehemalige Nationalsozialisten, benannt nach Oradour-sur-Glane und in Erinnerung an das Massaker von Oradour.
Am 10. Juli 1999 kam es zu einem Felssturz vom Eiblschrofen. Danach wurde die Bewegung des Bergs viele Jahre lang mittels platzierter GPS-Sensoren vermessen. Panzerriegel und ein Damm wurden als Schutz für Siedlungsgebiete errichtet. Der Silberwald ist heute Biotop und Erholungsgebiet.
2017 wurde Schwaz der Ehrentitel „Reformationsstadt Europas“ durch die Gemeinschaft Evangelischer Kirchen in Europa verliehen.
Im August 2017 wurde Schwaz als zweite Tiroler Gemeinde mit dem Titel „Fair-Trade-Stadt“ ausgezeichnet.

### Bevölkerungsentwicklung
EinwohnerJahr40006000800010.00012.00014.00016.0001860189019201950198020102040EinwohnerEinwohnerentwicklung von Schwaz
Quelle: Statistik Austria

## Kultur und Sehenswürdigkeiten
- Katholische Pfarrkirche Maria Himmelfahrt: Die Stadtpfarrkirche, eine 1460 erbaute vierschiffige Hallenkirche, wurde 1502 erweitert und ist heute die größte Hallenkirche Tirols. Links saßen die Bürger, rechts durch eine Holzwand getrennt die Knappen. Eine Besonderheit dieser Kirche sind die beiden Glockentürme, von denen einer rund 400 Jahre jünger ist. Er wurde 1911 errichtet, nachdem der ältere im oberen Drittel eine kritische Neigung aufwies und beim Läuten Einsturzgefahr bestand.
- Katholisches Pfarrzentrum St. Barbara (1984/1985)
- Das Franziskanerkloster Schwaz mit seinem sehenswerten Kreuzgang mit gotischer Wandbemalung wurde 1515 eingeweiht.
- Das Bischöfliche Gymnasium Paulinum ist aus einem im 19. Jahrhundert in Brixen gegründeten Gymnasium hervorgegangen und wurde wegen Repressionen dort durch das faschistische Italien 1926 in Schwaz neu gegründet.
- Schloss Freundsberg der Herren von Frundsberg auf einem Hügel 170 m oberhalb der Stadt. Im Turm der Burg ist das Museum der Stadt Schwaz untergebracht. Es zeigt unter anderem die Entwicklung der Stadt und den Bergbau in Schwaz. Im Rittersaal tagt monatlich das Fruntspergfähnlein.
- Das Fuggerhaus entstand um 1525 als Wohnsitz der Augsburger Handelsfamilie. Von hier aus leitete Anton Fugger zeitweise sein Imperium. Heute ist das Haus Sitz der Tertiar-Schulschwestern.
- Das Handelshaus ist ein spätgotisches Bürgerhaus, das 1500–1509 von den beiden Gewerken Hans und Jörg Stöckl erbaut wurde. Das große Gebäude umfasst einen dreistöckigen Arkadenhof und dient heute als Rathaus.
- Die Franz-Josef-Straße bildet die ehemalige Hauptstraße und ist heute eine Fußgängerzone. Sie wirkt trotz des Brandes von 1809 als geschlossener Straßenzug. Am Ende der Straße liegt das barockisierte Palais Tannenberg-Enzenberg.
- Das Museum der Völker zeigt Kunstobjekte aus fernen Kulturen und Ethnographisches aus Afrika und Asien.
- Das Schwazer Silberbergwerk befindet sich am östlichen Ende der Stadt. Der 1491 aufgeschlagene Sigismund-Fürstelauf Erbstollen wurde 1989/90 für Besucher zugänglich gemacht. Eine Grubenbahn fährt 800 m in den Stollen ein.
- Das Zeiss Planetarium Schwaz ist ein sehr modernes Kleinplanetarium. Seit 2001 vermittelt es Besuchern Wissen über die Sternenwelt. 2006 erhielt es FullDome Technologie, um moderne 3D-Filme zeigen zu können.

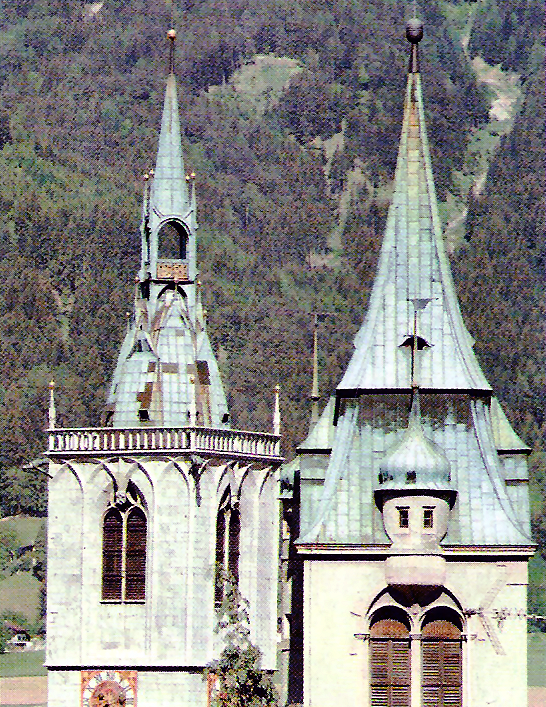
Links der Turm der Pfarrkirche, rechts der Friedhofsturm
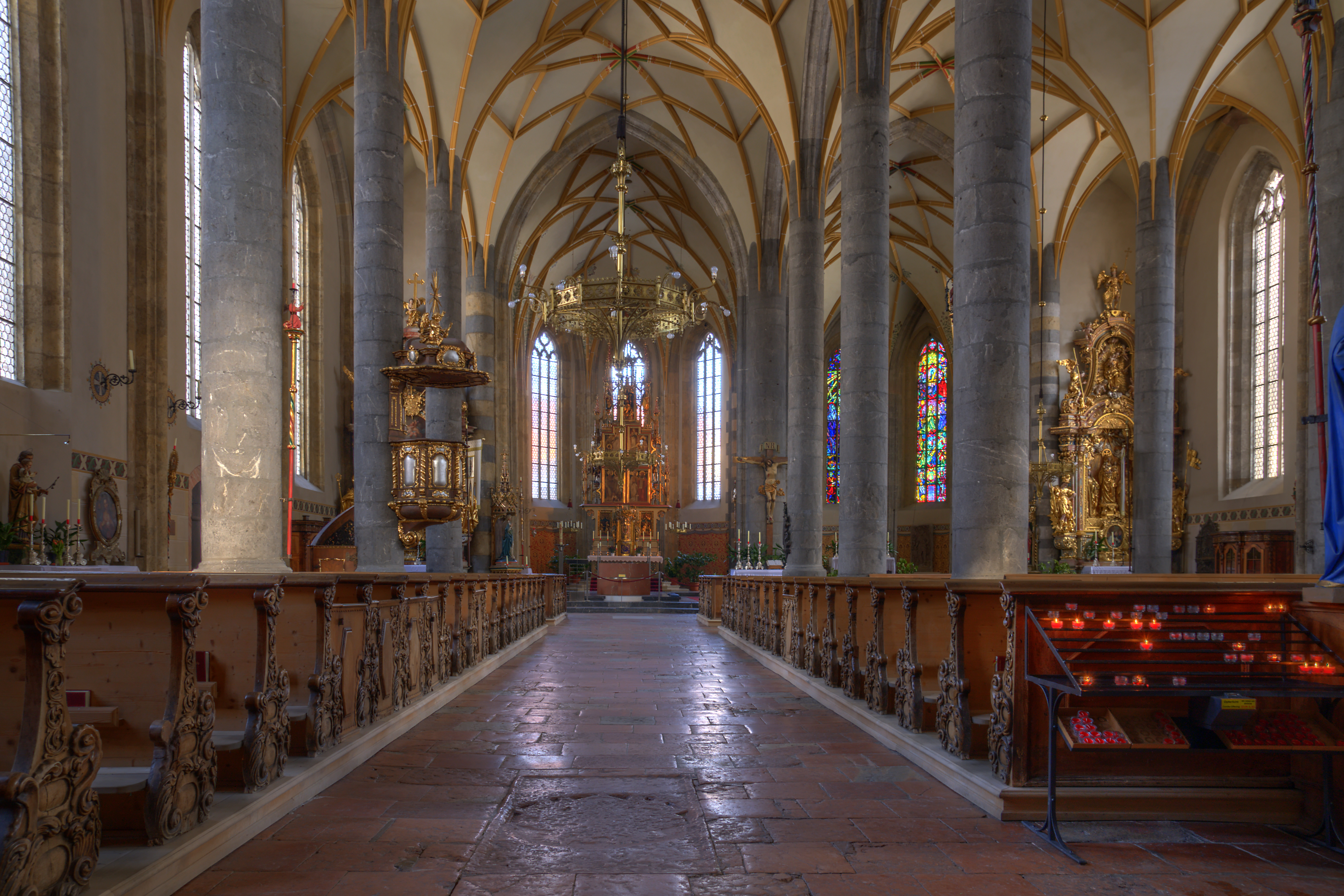
Innenansicht der Pfarrkirche, linkes Hauptschiff
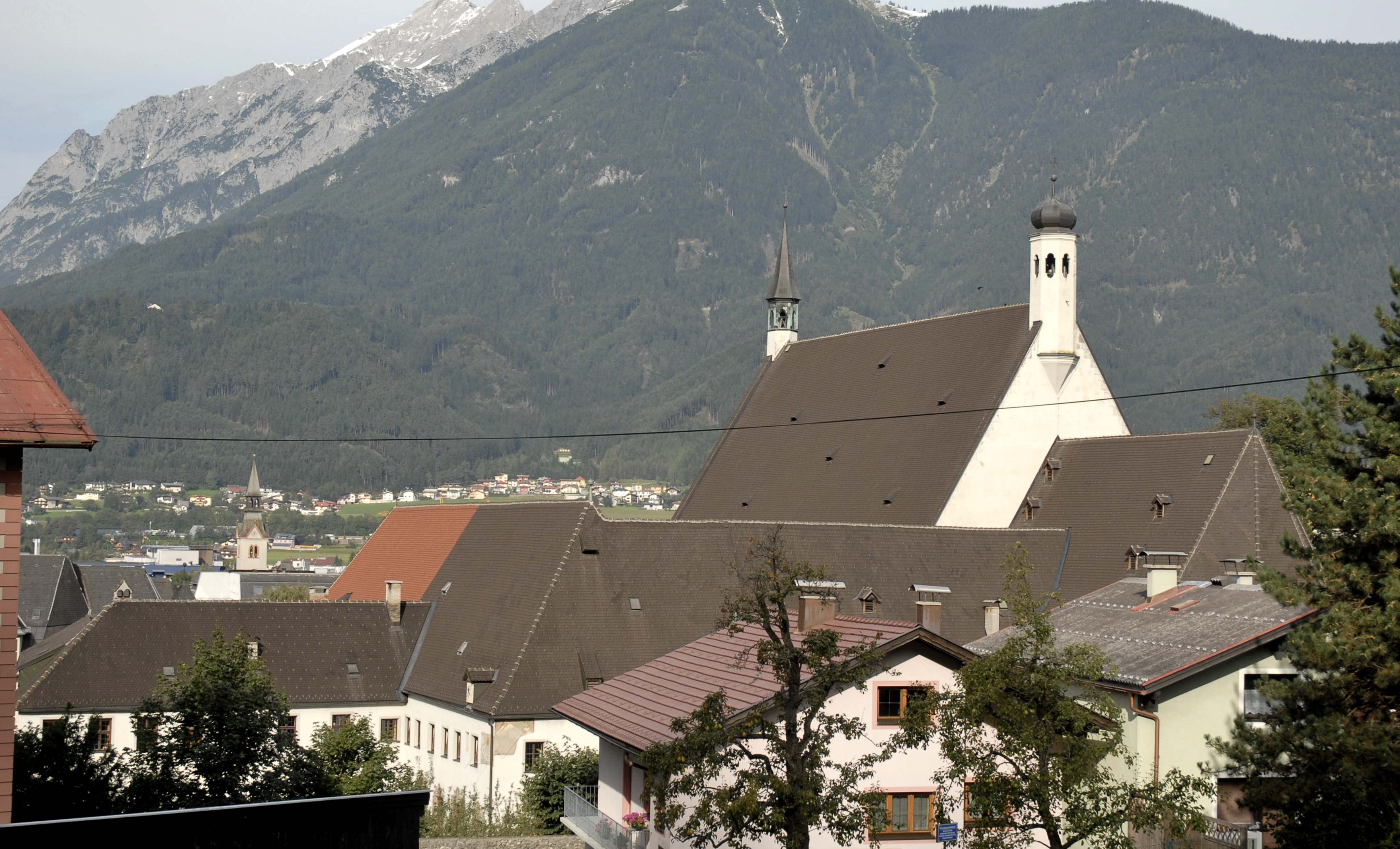
Franziskanerkloster
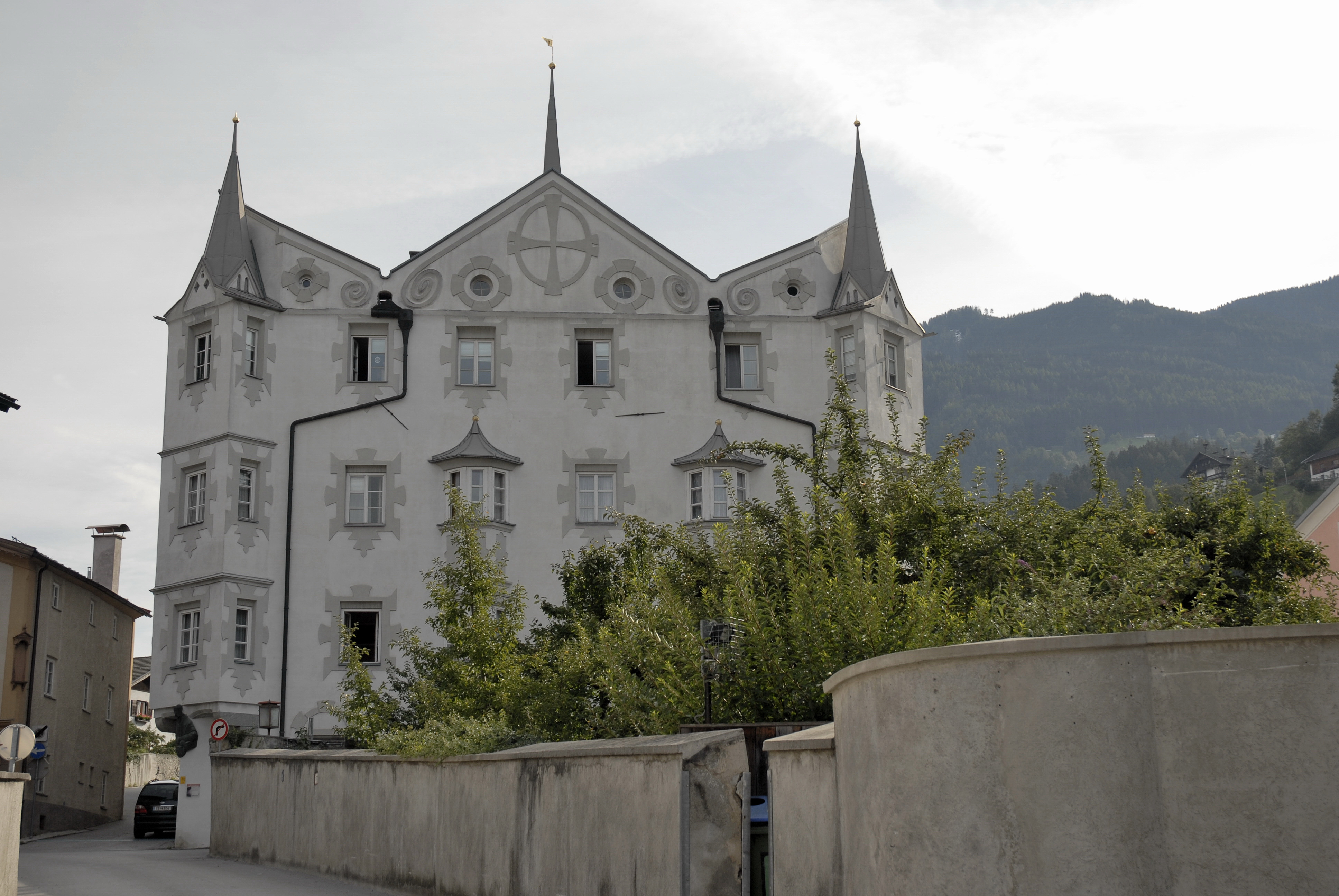
Fugger-Haus
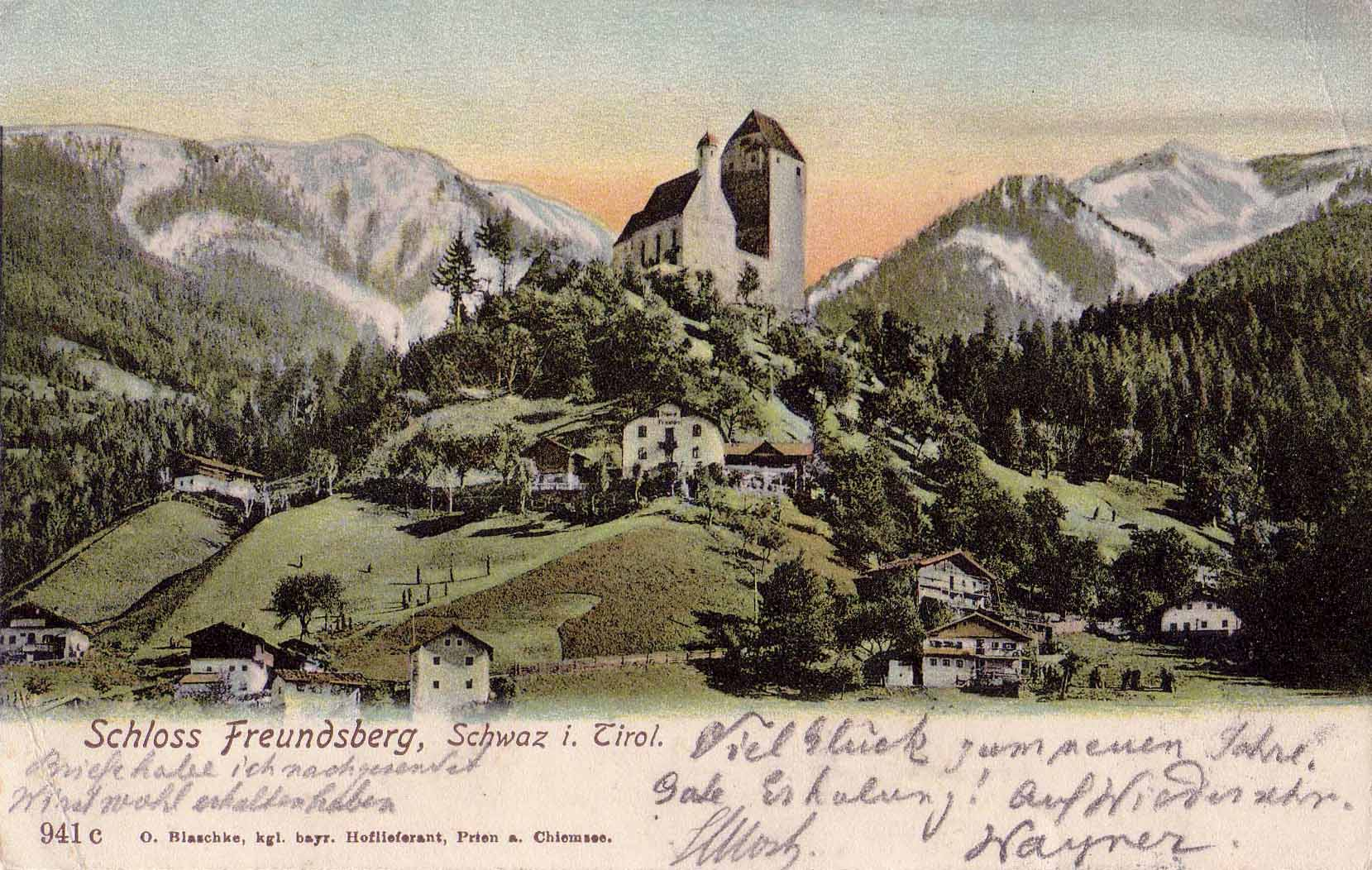
Schloss Freundsberg um 1900
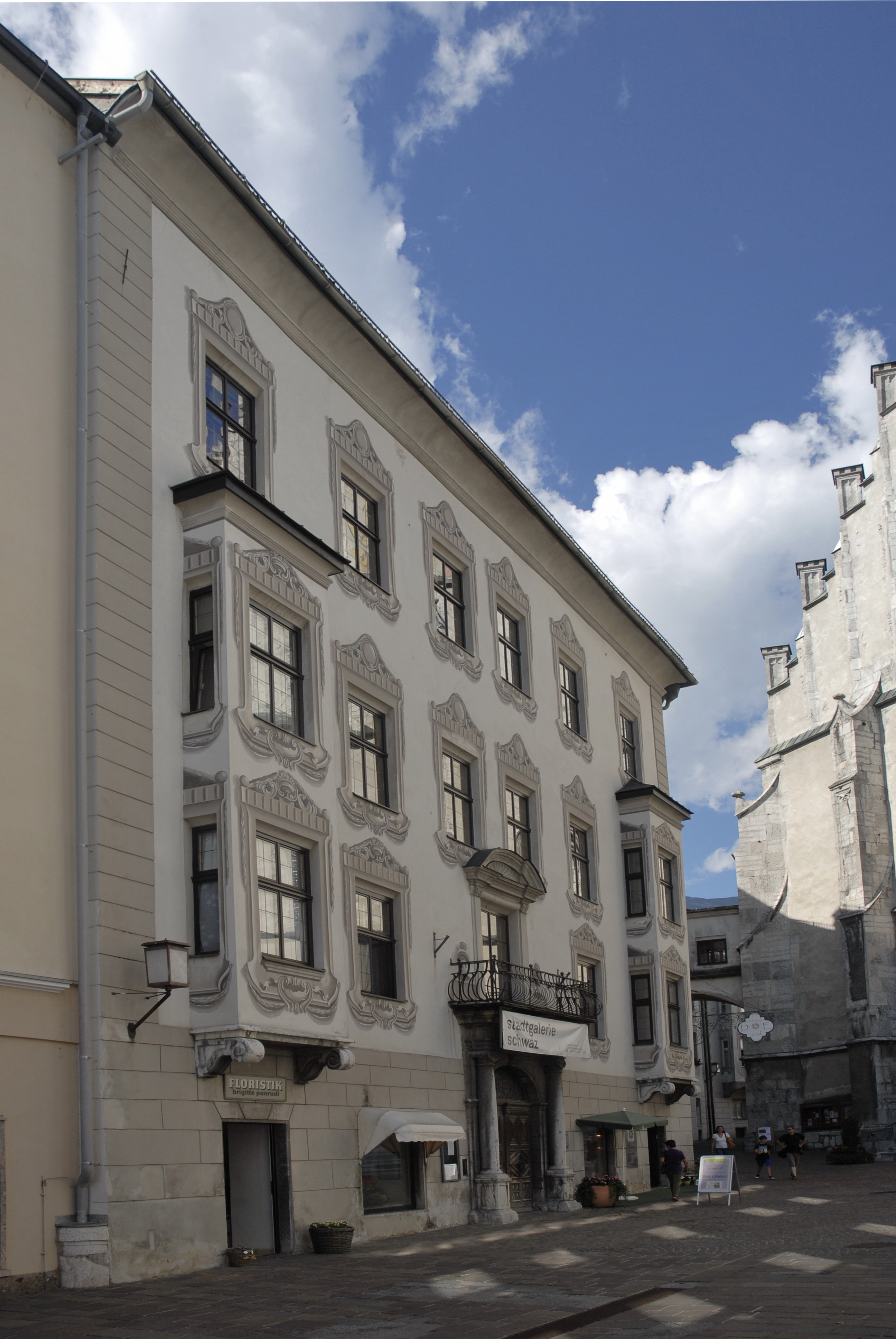
Palais Enzenberg
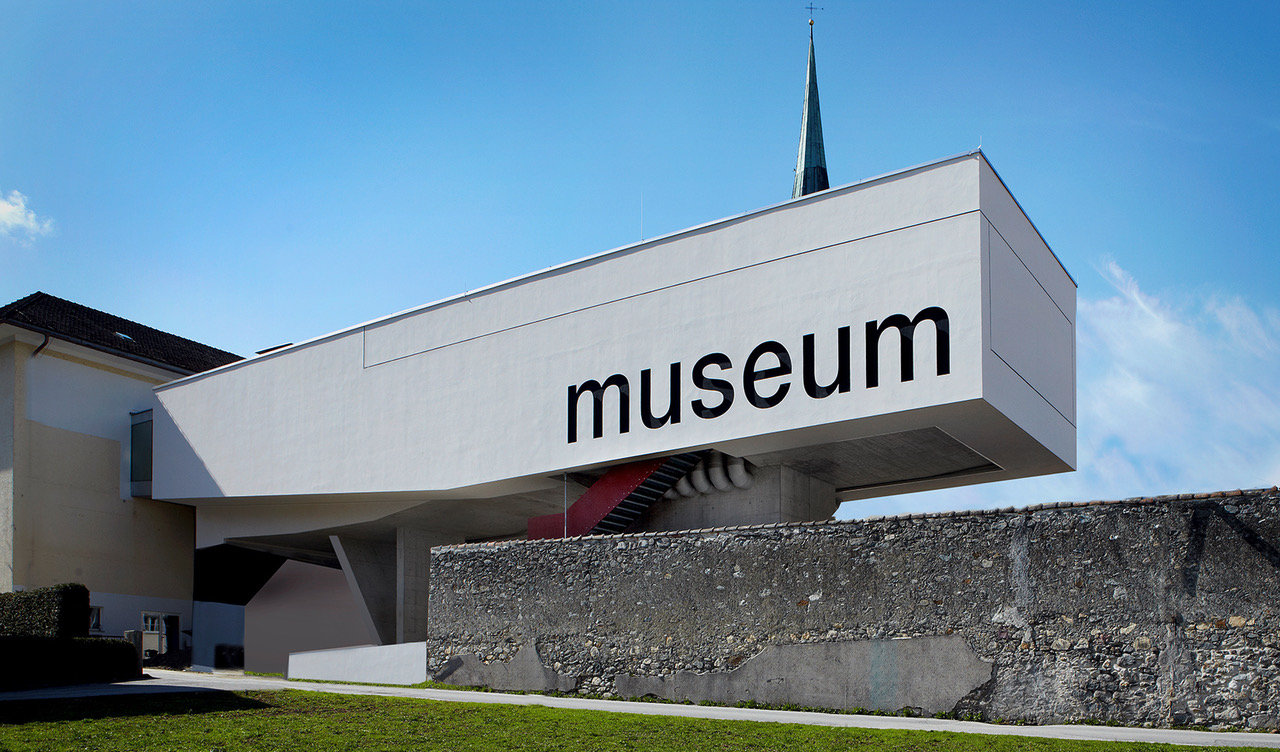
Museum der Völker

Regelmäßige Veranstaltungen
- Die Salva Guardia zu Schwaz, eine 1686 erstmals erwähnte Vereinigung, die bei Prozessionen das Allerheiligste begleitet, wurde 2013 von der UNESCO unter der Bezeichnung Sakramentsgarden in Tirol als Immaterielles Kulturerbe in Österreich anerkannt.
- Beginnend mit 1993 finden jedes Jahr das Outreach Festival und die Outreach Academy in Schwaz statt.
- Seit 1994 findet in Schwaz jährlich das österreichweit renommierte Festival für Neue Musik Klangspuren statt, das im Museumsquartier in Wien beheimatet ist.
- Sonderausstellungen aus ethnografischen Sammlungen, moderner außereuropäischer Kunst sowie Fotoausstellungen im Museum der Völker.

## Wirtschaft und Infrastruktur

### Verkehr

#### Öffentlicher Verkehr

##### Busverkehr
Das in Schwaz gegründete Busunternehmen Ledermair betreibt seit 1992 gemeinsam mit dem VVT den Citybus, welcher die Stadt und dessen unmittelbare Nachbarorte miteinander verbindet. 
| Linie | Strecke                                                |
| ----- | ------------------------------------------------------ |
| 1     | Bahnhof – Zentrum – Silberbergwerk – Freiheitssiedlung |
| 2     | Bahnhof – Zentrum – Silberbergwerk                     |
| 3     | Bahnhof – Zentrum – Sportzentrum – Pirchanger          |
| 31    | Zentrum – Bahnhof – Archengasse – Stans Gewerbegebiet  |
| 4     | Schwaz – Vomp – Vomperbach – Terfens                   |
| 41    | Schwaz – Vomp – Fiecht                                 |
| 5     | Schwaz – Gallzein                                      |
| 6     | Schwaz – Zintberg                                      |
| 7     | Schwaz – Arzberg                                       |
| 8     | Schwaz – Pill – Pillberg                               |
| 9     | Bahnhof – Dorf – Schulzentrum Ost – Bahnhof            |
| 10    | Bahnhof – Krankenhaus – Tyrolit – Bahnhof              |
| 8331  | Schwaz – Pill – Weerberg                               |
| 8384  | Schwaz – Vomp – Terfens – Neu-Terfens – Weer           |

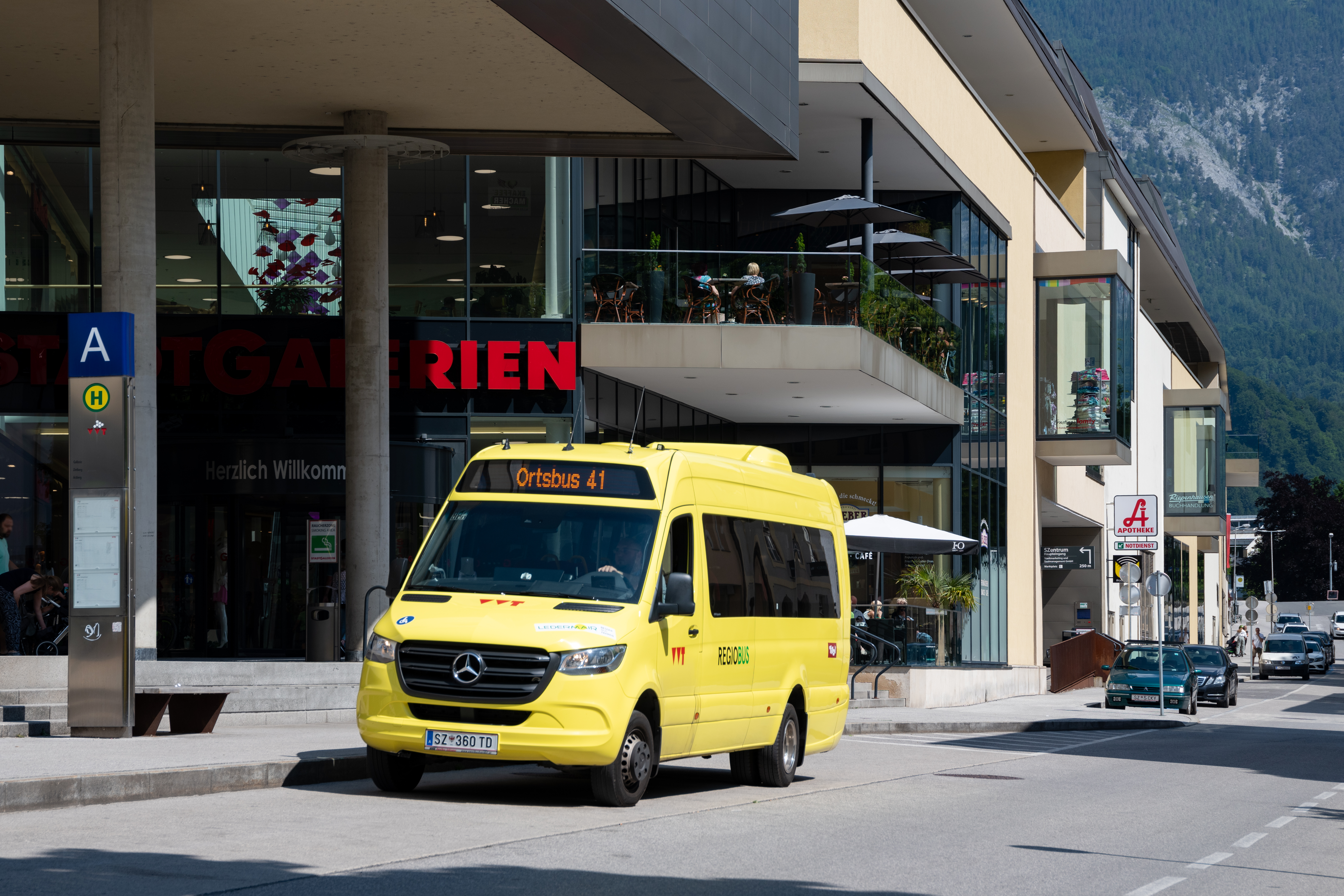
Bus der Linie 41

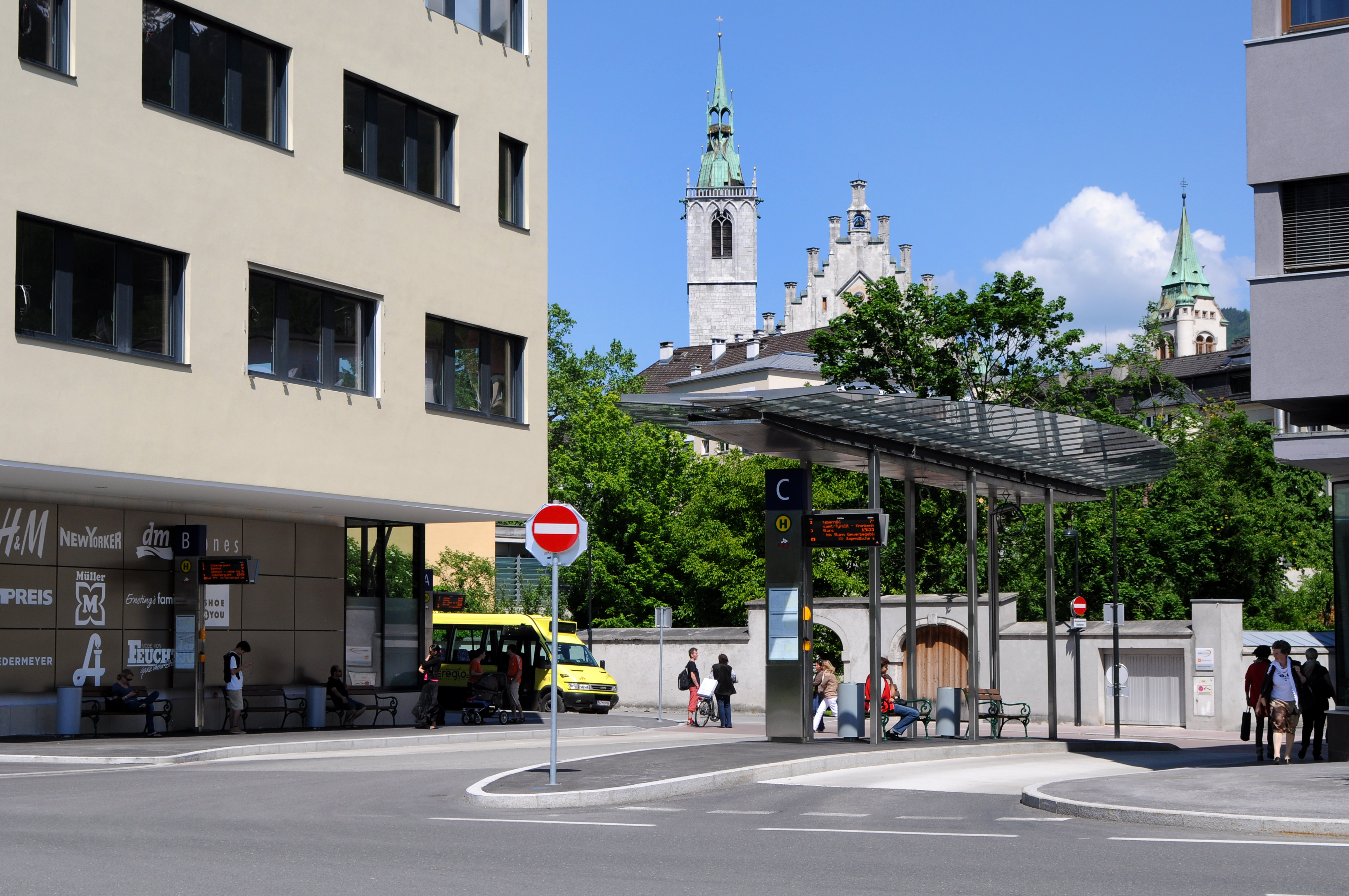
Busterminal an der Wopfnerstraße

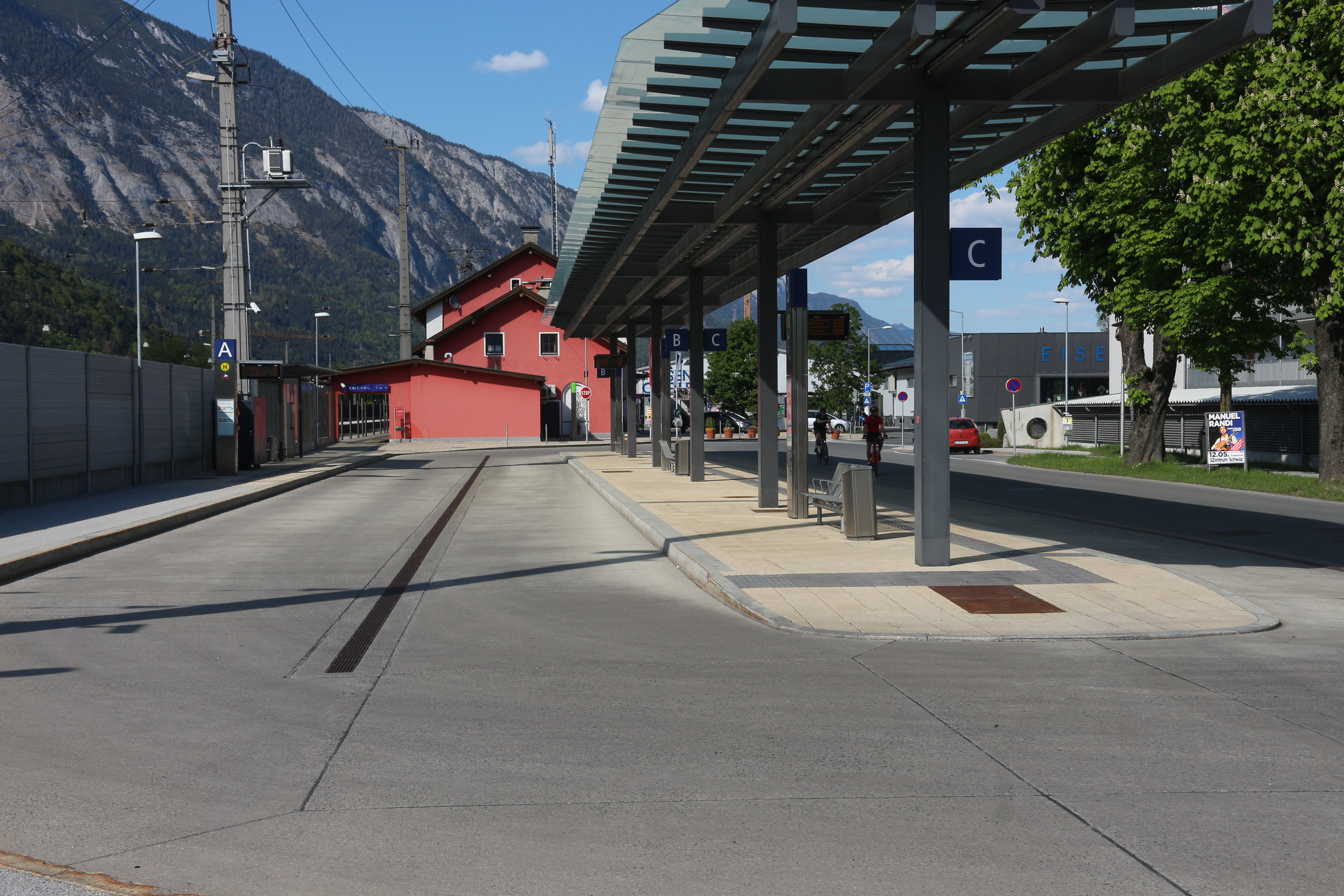
Busterminal am Bahnhof

Des Weiteren verbinden die VVT-Regionalbusse der Postbus AG die Stadt in regelmäßigen Abständen mit dem Inntal und Zillertal.
| Linie | Strecke                                                        |
| ----- | -------------------------------------------------------------- |
| 456   | Telfs – Zirl – Innsbruck – Hall in Tirol – Wattens – Schwaz    |
| 601   | Schwaz – Stans – Jenbach – Wiesing – Münster – Brixlegg        |
| 602   | Schwaz – Buch in Tirol – Jenbach – Rotholz – Strass – Brixlegg |
| 650   | Innsbruck – Hall in Tirol – Wattens – Schwaz                   |
| 655   | Innsbruck – Hall in Tirol – Wattens – Vomp – Schwaz            |
| 657   | Schwaz – Jenbach – Münster – Brixlegg – Kramsach – Wörgl       |
| 8330  | Innsbruck – Schwaz – Jenbach – Mayrhofen                       |

##### Schienenverkehr

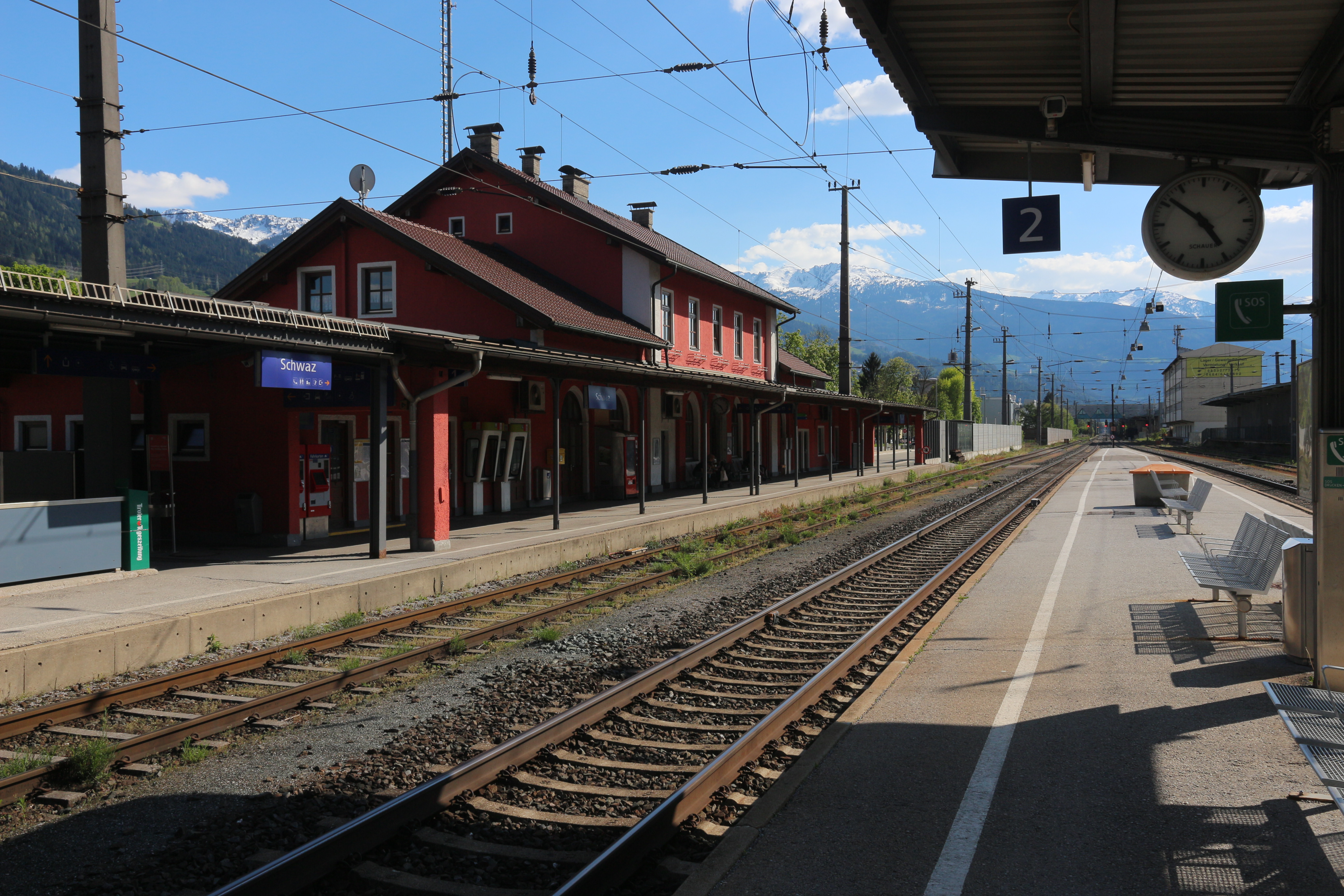
Bahnhof Schwaz

Der Bahnhof Schwaz liegt an der Unterinntalbahn (Kufstein – Innsbruck) und dient als wichtiger Haltepunkt für Pendler von und nach Schwaz. Am Bahnhof halten ausschließlich Regionalzüge der ÖBB im Netz der S-Bahn Tirol. Dies ist mit der Existenz des Bahnhofs Jenbach zu begründen, welcher aufgrund seiner Funktion als Knotenpunkt und seiner Bedeutung für den Tourismus als Fernverkehrshalt im Bezirk fungiert. Der Bahnhof verfügt über 3 Bahnsteige sowie einer Trafik im Bahnhofsgebäude. Seit 2025 gibt es auch eine Park & Ride Tiefgarage, welche 130 Parkplätze bietet.
Folgende Tabelle listet alle Zugrelationen mit Halt in Schwaz auf. Einige der Linien werden jedoch ab Innsbruck und Wörgl mit anderen Bezeichnung nach Landeck oder Zell am See verlängert.
| Linie                       | Strecke                                                           | Takt                                    |
| --------------------------- | ----------------------------------------------------------------- | --------------------------------------- |
| Regional-Express#Österreich | Innsbruck – Hall in Tirol – Schwaz – Jenbach – Wörgl (– Kufstein) | 30-Minuten (60-Minuten nach Kufstein)   |
| S-Bahn Tirol#S4             | Telfs-Pfaffenhofen – Innsbruck – Hall in Tirol – Schwaz – Jenbach | 30-Minuten                              |
| S-Bahn Tirol#S4             | Innsbruck – Hall in Tirol – Schwaz – Jenbach – Wörgl – Kufstein   | 60-Minuten (Nacht S-Bahn am Wochenende) |

2013 ließ sich die Firma Molinari Rail Austria GmbH in Schwaz nieder, welche im Schienenfahrzeugbau tätig ist. Eines der Hauptprojekte war dabei der Umbau von Reisezugwagen in Liegewagen für den ÖBB Nightjet. 2023 ging die Firma aufgrund internationaler Krisen insolvent, wurde aber von der Skoda Gruppe übernommen und konnte somit die 33 Arbeitsplätze in Schwaz erhalten. Die Firma arbeitet weiterhin an der Planung und Konstruktion von Zügen.

#### Straßenverkehr
Schwaz ist über eine Abfahrt an die Inntalautobahn A12 zwischen Kufstein und Zams angebunden. Außerdem führt die Tiroler Straße B171, welche zwischen Kufstein und Flirsch verläuft, durch die Innenstadt. Von dieser Straße zweigen sich einige Landesstraßen ab, welche in die Nachbargemeinden verlaufen.

### Sport
- Airsoft: ASVT Airsoft Sport Verein Tirol
- American Football: AFC Hammers Schwaz
- Badminton: TU Schwaz Sektion Badminton
- Baseball: Tigers Schwaz
- Basketball: Silverminers Schwaz
- Bogenschießen: BSC Schwaz-Vomp
- Freizeitsport: Hobbyclub Schwaz[26]
- Fußball: SC Schwaz
- Handball: ULZ Schwaz, Handball Tirol
- Kegeln: KV Schwaz[27]
- Rodeln: Freizeit Rodelclub Schwaz[28]
- Schachsport: Schachclub Schwaz
- Schilauf: TU Schwaz Sektion Schilauf, Ski-Klub Schwaz
- Tennis: TC Schwaz

## Politik

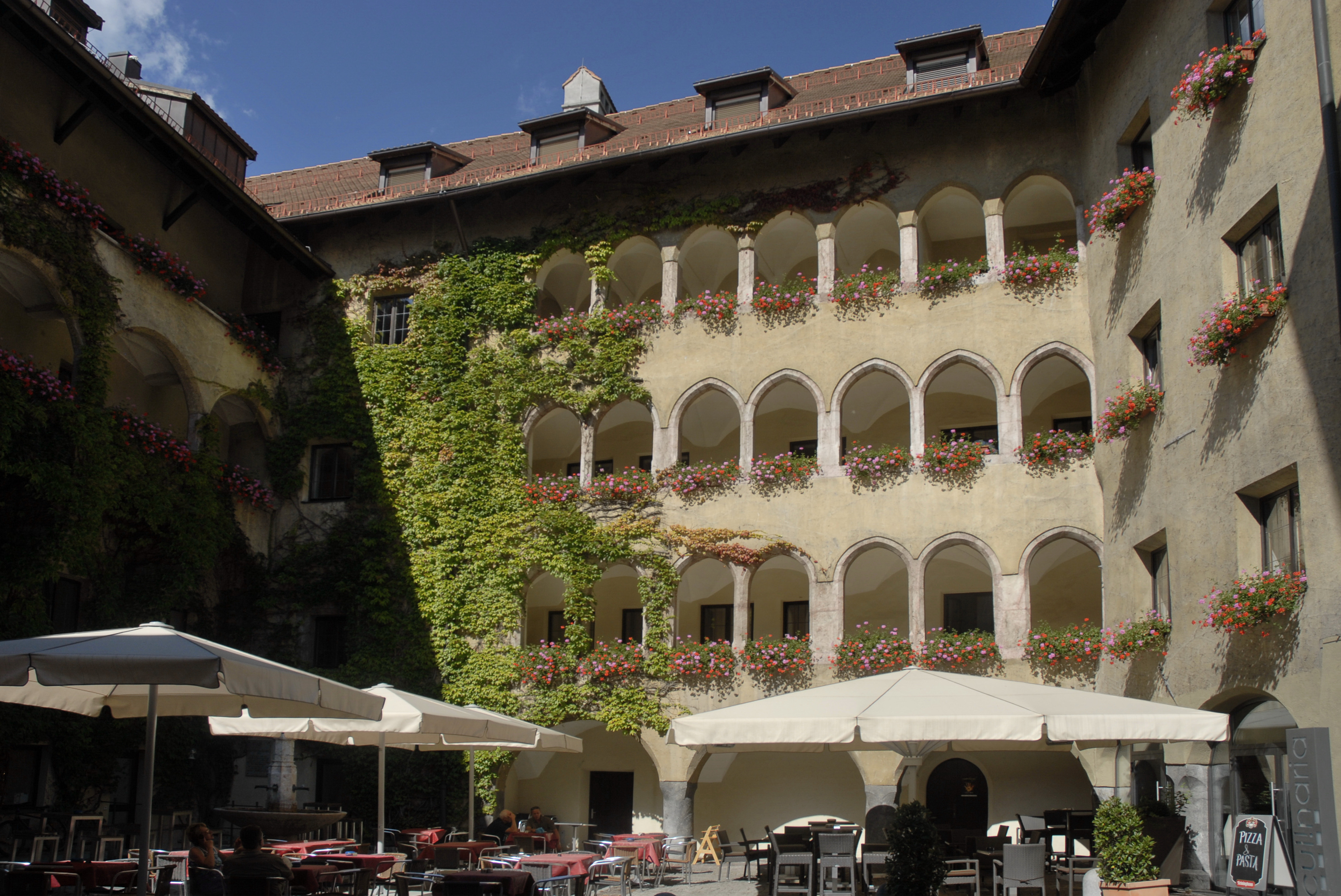
Rathaus, ein ehem. Handelshaus aus dem Beginn des 16. Jh.

### Gemeinderat
Der Gemeinderat besteht aus 21 Mitgliedern.
| Partei                                              | 2022    | 2022    | 2016  | 2016    |
| Partei                                              | %       | Mandate | %     | Mandate |
| --------------------------------------------------- | ------- | ------- | ----- | ------- |
| Bürgermeisterteam Hans Lintner (ÖVP)                | 36,64 % | 8       | 47,61 | 10      |
| Team Zukunft – Victoria Weber                       | 27,36 % | 6       | 17,43 | 4       |
| WIR für Schwaz – Team Martin Wex                    | 13,15 % | 3       |       |         |
| Interessengemeinschaft Lebensraum Schwaz Die Grünen | 9,61 %  | 2       | 13,31 | 3       |
| FPÖ Freiheitliche & Unabhängige Schwazer            | 5,07 %  | 1       | 21,65 | 4       |
| Menschen, Freiheit, Grundrechte                     | 6,32 %  | 1       |       |         |
| NEOS – Raus aus dem Stau. Rein in ein neues Schwaz  | 1,42 %  | 0       |       |         |
| Liste Kranzl & Freie Bürger                         | 0,44 %  | 0       |       |         |
| Freie Bürgerliste Schwaz                            | ---     | ---     | 3,27  | 0       |

### Bürgermeister
- 1850–1859 Peter Arnold[31]
- 1859–1861 Josef Knapp[31]
- 1861–1864 Josef Huber[31]
- 1864–1890 Josef Spornberger[32]
- 1890–1896 Alfred Wagner
- 1896–1898 Max von Isser[31]
- 1898–1901 Alfred Wagner[33]
- 1901–1903 Kaspar Angerer
- 1903–1919 Ernst Knapp[34]
- 1919–1922 Karl Köll
- 1922–1926 Johann Öfner
- 1926–1935 Josef Huber
- 1935–1938 Leo Janusz (Amtsverwalter)[31]
- 1938–1945 Hans Ebenbichler (NSDAP)[35][36][37]
- 1945–1953 Karl Psenner (ÖVP)[38]
- 1953–1968 Anton Öfner (ÖVP)[39]
- 1968–1973 Karl Psenner (ÖVP)
- 1973–1997 Hubert Danzl (ÖVP)
- 1997–2022 Hans Lintner (ÖVP)
- 2022–0000 Victoria Weber (Team Zukunft – Victoria Weber)[1]

### Wappen
| Wappen von Schwaz | Blasonierung: „Unter von Rot und Silber zweimal geteiltem Schildhaupt in Silber ein schwarzer Schlägel und Eisen.“ |
| Wappen von Schwaz | Wappenbegründung: Die schräg gekreuzten Schlägel und Eisen symbolisieren die lange und große Bergbauvergangenheit der Stadt, die österreichischen Farben (der österreichische Bindenschild) im Schildhaupt verweisen auf die einstige Bedeutung als größter Tiroler Bergwerksort und zugleich größte Silbermine in ganz Europa. Ältere Wappenversionen zeigen Schlägel und Eisen mit Griffen in natürlichen Farben. |

### Städtepartnerschaften
Schwaz pflegt Kontakte zu folgenden Partnerstädten:
- Mindelheim, Deutschland
- Bourg-de-Péage, Frankreich
- East Grinstead, Vereinigtes Königreich
- Sant Feliu de Guíxols, Spanien
- Tramin, Italien
- Verbania, Italien
- Satu Mare, Rumänien
- Trienter Stadtteil Argentario, Italien

## Persönlichkeiten

### Ehrenbürger
- Ernst Brandl (1919–1997), Biochemiker und Hochschullehrer[41]
- 1976: Walter Waizer (1914–1998), Unternehmer und NS-Politiker
- 2015: Rudolf Theurl, Pfarrer
- 2017: Günther Berghofer, Unternehmer[42]
- 2022: Hans Lintner, Altbürgermeister[43]

### Söhne und Töchter der Stadt
- Adam Zech (um 1520–1607), fürstbischöflicher Kanzler und Stadtschreiber von Augsburg
- Georg Scherer (1540–1605), Prediger der Gegenreformation
- Edmund Zoz (1653–1706), Zisterzienserabt
- Johann Karl von Reslfeld (1658–1735), Barockmaler
- Franz Bernhard Altenburger (unbekannt–1736), Barockmaler
- Christoph Anton Mayr (≈1720–1771), Kirchenmaler des Rokoko
- Corbinian Gärtner (1751–1824), Benediktiner, Universitätsprofessor, Jurist und Historiker
- Eberhard Zobel (1757–1837), Benediktiner, Maler, Kunstsammler und Lehrer
- Maria Anna Moser (1758–1838), Malerin
- Johann Michael Albaneder (1762–1824), Bildhauer, Bossierer und Keramiker
- Alois Lergetporer (1786–1851), Bürgermeister von Salzburg 1831–47
- Johann Endfelder (1791–1862), Maler
- Albert Jäger (1801–1891), Benediktiner, Historiker, Politiker
- Josef Halter (1811–1872), Propst und Abgeordneter zum Österreichischen Abgeordnetenhaus
- Joseph Wopfner (1843–1927), Landschaftsmaler
- Johann Ertl (1845–1906), Maler
- Alois Unterladstätter (1856–1908), Priester und Politiker, Mitglied des Abgeordnetenhauses 1901–1907[44]
- Alfons Siber (1860–1919), Maler und Restaurator
- Franz Haider (1860–1947), Bildhauer und Kunstlehrer
- Josef Andergassen (1861–1929), Kunsttischler, Altarbauer und Bildhauer
- Franz Kobald (1866–1933), Bildhauer
- Hans Weber-Tyrol (1874–1957), Maler
- Alois Pfund (1876–1946), Maler
- Max Angerer (1877–1955), Maler
- Jakob Rappel (1877–1942), Goldschmied
- Theodor Scheffauer (1878–1923), Politiker (CSP)
- Emanuel Raffeiner (1881–1923), Maler
- Toni Kirchmayr (1887–1965), Maler und Restaurator
- Johannes Messner (1891–1984), Priester, Theologe und Rechtswissenschaftler
- Joseph Messner (1893–1969), Priester, Musiker und Komponist, Domkapellmeister von Salzburg
- Karl Severin Unterberger (1893–1984), Bildhauer und Maler
- Josef Ausserhofer (1894–1973), Apotheker und Schriftsteller
- Josef Prantl (1895–1951), Komponist und Musikdirektor in Bludenz
- Carl Rieder (1898–1980), Maler, Zeichner und schuf Kirchenfenster, Fresken und Sgraffiti
- Oswald Marchesani (1900–1952), Augenarzt und Hochschullehrer
- Sepp Baumgartner (1901–1987), Bildhauer
- Wilhelm Angerer (1904–1982), Fotograf
- Fred Hochschwarzer (1914–1990), Maler
- Fritz Heiss (1921–2008), Industrieller
- Adolf Luchner (1926–1995), Maler, Grafiker und Kunsterzieher
- Fritz Eller (1927–2018), österreichisch-deutscher Architekt und Architekturprofessor
- Adolf Laimböck (1933–2018), deutscher Schauspieler
- Hartwig Karl Unterberger (1934–2019), Maler und Bildhauer
- Gert Chesi (* 1940), Fotograf, Autor und Journalist
- Traudl Hecher (1943–2023), Skirennläuferin
- Margarethe Heubacher-Sentobe (* 1945), Architektin
- Hans Köchler (* 1948), Philosoph
- Günther Maria Garzaner (1951–2015), Schriftsteller
- Rens Veltman (* 1952), Künstler
- Wolfgang Lechner (* 1953), Journalist
- Markus Egg (* 1954), Historiker und außerordentlicher Universitätsprofessor
- Harry Prünster (* 1956), Komiker
- Johannes Schneider (* 1956), Franziskaner, Theologe
- Christian Erler (* 1958), Orgelbauer
- Beate Palfrader (* 1958), Politikerin (ÖVP)
- Armin Kogler (* 1959), Skispringer
- Erich Rinner (* 1960), Solotrompeter
- Andrea Bischof (* 1963), Malerin
- Elisabeth Kirchler (* 1963), Skirennläuferin
- Johannes Rosenberger (* 1965), Filmproduzent
- Martin Leutgeb (* 1966), Schauspieler
- Doris Danler (* 1966), Diplomatin
- Franz Hackl (* 1967), Jazzmusiker und Instrumentenmacher, Ausrichter von Outreach Festival & Academy
- Markus Lindner (* 1970), Schriftsteller und Künstler
- Daniela Knapp (* 1972), Kamerafrau
- Martin Höllwarth (* 1974), Skispringer
- Christoph Gruber (* 1976), Skirennläufer
- Andrea Brunner (* 1979), ehemalige SPÖ Bundesgeschäftsführerin, Geschäftsführerin der Aidshilfe Wien
- Hannes Aigner (* 1981), Fußballspieler
- Rainer Eitzinger (* 1983), Tennisspieler
- Theresa Bielowski (* 1984), Politikerin (SPÖ), MdEP
- Anna Braun (* 1984), Naturbahnrodlerin
- Harald Wurm (* 1984), Skilangläufer
- Armin Sandbichler (* 1985), Tennisspieler
- Eva-Maria Brem (* 1988), Skirennläuferin
- Christoph Steiner (* 1988), Politiker (FPÖ), Mitglied des Bundesrates
- Tobias Angerer (* 1990), Naturbahnrodler
- Lisa Ungerank (* 1991), Sportschützin
- Stephanie Brunner (* 1994), Skirennläuferin
- Daniel Marschik (* 1995), Politiker, Abgeordneter zum Tiroler Landtag
- Benjamin Moser (* 1997), Skilangläufer
- Andreas Thum (* 1999), Sportschütze
- Cem Üstündag (* 2001), Fußballspieler
- Kilian Bauernfeind (* 2002), Fußballspieler
- Valentina Kröll (* 2002), Fußballspielerin
- Franjo Ivanović (* 2003), Fußballspieler

### Mit Schwaz verbunden

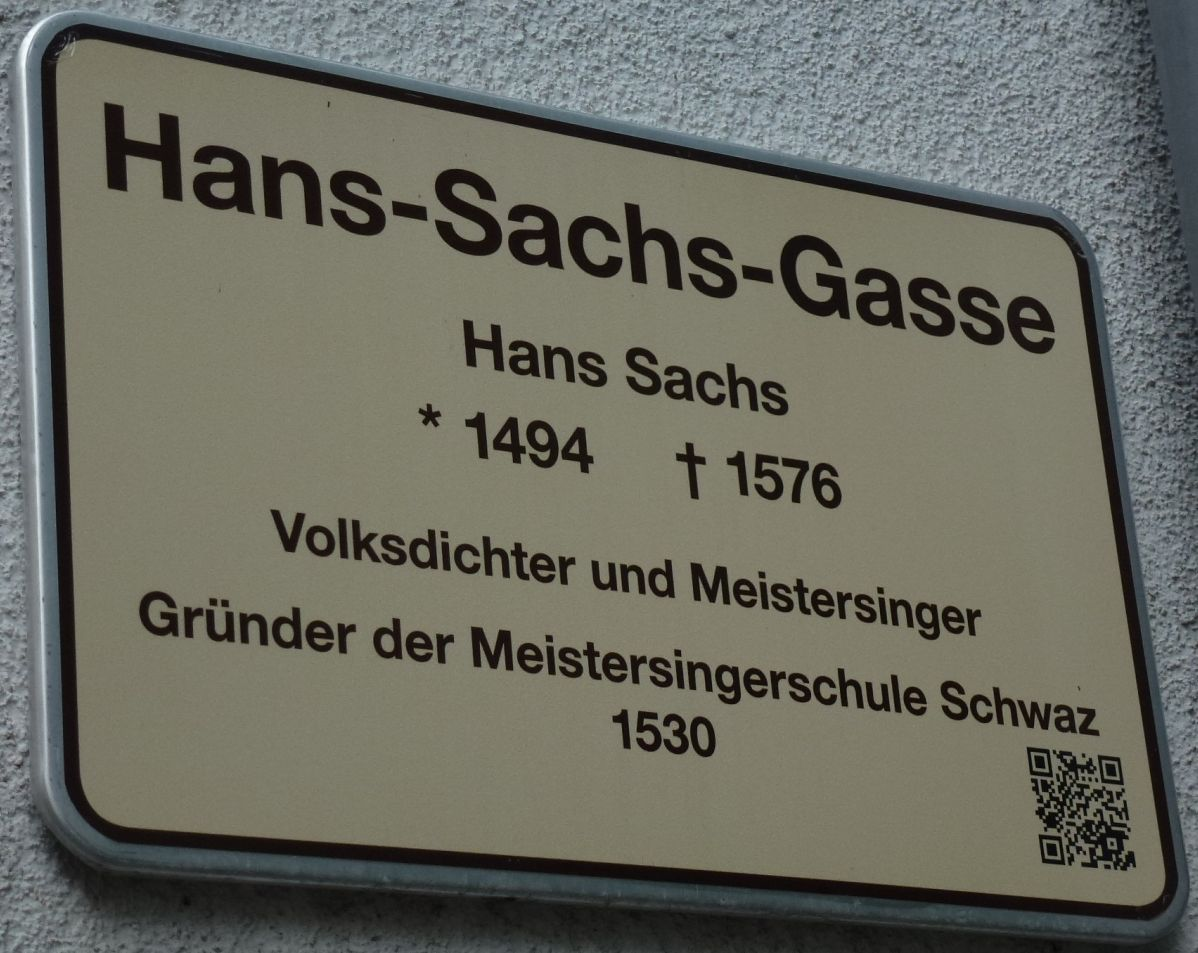
Schild an der Hans-Sachs-Gasse

- Hans Schlaffer († 1528), täuferischer Reformator, in Schwaz hingerichtet
- Georg Fugger zu Wasserburg (1577–1643), Rat, Kämmerer und Landvogt, in Schwaz begraben
- Hans Maler zu Schwaz (1480–1529), bedeutender Porträtmaler der Renaissance
- Jacob Strauß (1480–1530), evangelischer Prediger und Reformator ab 1521 in Schwaz
- Johannes Milchtaler (16. Jahrhundert), Arzt und Medizinschriftsteller aus Schwaz
- Hans Sachs (1494–1576), Gründer der Meistersingerschule Schwaz
- Jakob Singer (1685–1760), Barockbaumeister in Schwaz
- Cordula Wöhler (1845–1916), katholische Schriftstellerin und Dichterin, lebte über 30 Jahre in Schwaz und ist dort begraben
- Ludwig Penz (1876–1918), Bildhauer
- Maria Spötl (1898–1953), Künstlerin, lebte in Schwaz
- Max Bär (1903–1944), Widerstandskämpfer